# Megachile simplex
Megachile simplex är en biart som beskrevs av Smith 1853. Megachile simplex ingår i släktet tapetserarbin, och familjen buksamlarbin. Inga underarter finns listade i Catalogue of Life.